# Moszczenica (gmina w województwie małopolskim)
Moszczenica – gmina wiejska w województwie małopolskim, w powiecie gorlickim. W latach 1975–76 i 1982–98 gmina położona była w województwie nowosądeckim.
Siedzibą gminy jest Moszczenica.
Według danych z 30 czerwca 2008 gminę zamieszkiwały 4702 osoby.

## Historia
Gminę Moszczenica powstała 1 stycznia 1973 w powiecie gorlickim w województwie rzeszowskiego w składzie 2 sołectw: Moszczenica i Staszkówka. 1 czerwca 1975 roku gmina znalazła się w nowo utworzonym woj. nowosądeckim.
15 stycznia 1976 roku gmina została zniesiona, a jej obszar połączono z dotychczasową gminą Gorlice w nową gminę Gorlice.
Gminę Moszczenica reaktywowano 1 października 1982 o identycznych granicach (sołectwa Moszczenica i Staszkówka) z gminy Gorlice.
Z Moszczenicy pochodził ks. Józef Waląg, kapłan archidiecezji lwowskiej, kapelan AK i WiN, organizator obrony ludności polskiej przez atakami UPA, proboszcz w Pruszczu Gdańskim. 

## Struktura powierzchni
Według danych z roku 2002 gmina Moszczenica ma obszar 37,6 km², w tym:
- użytki rolne: 81%
- użytki leśne: 14%

Gmina stanowi 3,89% powierzchni powiatu.

## Demografia

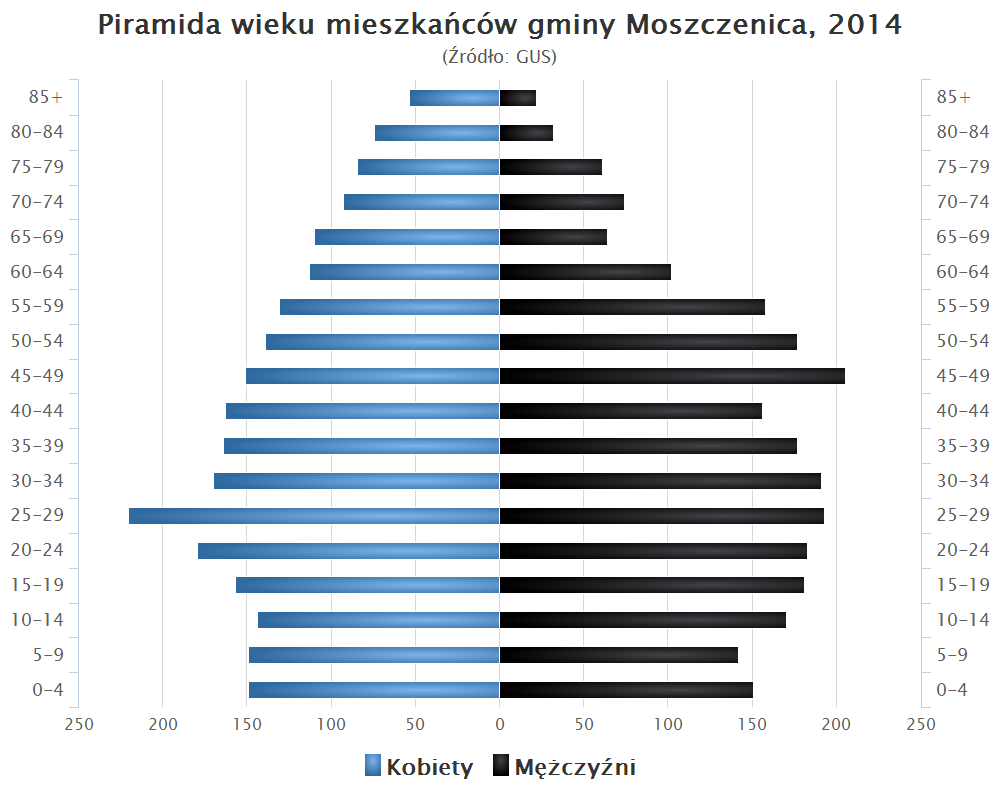
Piramida wieku mieszkańców gminy Moszczenica w 2014 roku

Dane z 30 czerwca 2008:
| Opis                              | Ogółem | Ogółem | Kobiety | Kobiety | Mężczyźni | Mężczyźni |
| --------------------------------- | ------ | ------ | ------- | ------- | --------- | --------- |
| jednostka                         | osób   | %      | osób    | %       | osób      | %         |
| populacja                         | 4702   | 100    | 2331    | 49,6    | 2371      | 50,4      |
| gęstość zaludnienia (mieszk./km²) | 125,05 | 125,05 | 62,02   | 62,02   | 63,03     | 63,03     |

## Sołectwa
Moszczenica, Staszkówka.

## Sąsiednie gminy
Biecz, Ciężkowice, Gorlice, Łużna, Rzepiennik Strzyżewski